# Gymnelia metallica
Gymnelia metallica là một loài bướm đêm thuộc phân họ Arctiinae, họ Erebidae.